# Ионный обмен
Ионный обмен — это обратимая химическая реакция, при которой происходит обмен ионами между твердым веществом (ионитом) и раствором электролита. Ионный обмен может происходить как в гомогенной среде (истинный раствор нескольких электролитов), так и в гетерогенной, в которой один из электролитов является твёрдым (при контакте раствора электролита с осадком, ионитом и др.).
Катио́нный обмен — частный случай ионного обмена, под которым в химии понимают обратимый процесс стехиометрического обмена ионами между двумя контактирующими фазами.

## Основные принципы ионного обмена
Ионный обмен основан на использовании ионитов — сетчатых полимеров разной степени сшивки, гелевой микро- или макропористой структуры, ковалентно связанных с ионогенными группами. Обменивающиеся ионы называются противоионами. Иониты состоят из неподвижного каркаса — матрицы и функциональных групп — фиксированных ионов, которые жестко прикреплены к матрице и взаимодействуют с противоионами. В зависимости от знака заряда противоионов иониты делят на катиониты и аниониты. Если противоионы заряжены положительно, то они являются катионами (например, ионы водорода Н+ или ионы металлов), ионит называют катионитом. Если противоионы заряжены отрицательно, то есть являются анионами (например, ион гидроксида ОН- или кислотные остатки), ионит называют анионитом.

## Кинетика ионного обмена
Кинетика ионного обмена определяет скорость протекания ионообменной реакции. На скорость ионного обмена влияют следующие факторы:
- доступность фиксированных ионов внутри каркаса ионита,
- размер гранул ионита,
- температура,
- концентрация раствора и т. д.

Общая скорость процесса ионного обмена может быть представлена как совокупность процессов, происходящих в растворе (диффузия противоионов к зерну и от зерна ионита) и в ионите (диффузия противоионов от поверхности к центру зерна ионита и в обратном направлении; обмен противоионов ионита на противоионы из раствора). В условиях, приближенных к реальным условиям очистки воды, доминирующим фактором, определяющим скорость ионного обмена, является диффузия ионов внутри зерна ионита. Следовательно, скорость ионного обмена, прежде всего, зависит от размера зерна ионита и увеличивается с уменьшением размера зерна. В зависимости от природы матрицы различают неорганические и органические иониты.
Кроме того, под ионным обменом подразумевают:
1. Реакции и процессы разделения, выделения и очистки веществ, проводимые с применением ионообменных материалов: ионообменных смол, цеолитов, и др.
2. Процессы обмена ионов между почвами и содержащейся в них (омывающей их) водой. формула 2RH + Ca2+  R2Ca + 2H